# Gilbert Agius
Gilbert Agius (* 21. Februar 1974 in Valletta) ist ein ehemaliger maltesischer Fußballspieler. Er bestritt insgesamt 451 Spiele in der maltesischen Premier League. In den Jahren 1992, 1997, 1998, 1999, 2001, 2008, 2011 und 2012 gewann er mit dem FC Valletta die maltesische Meisterschaft.

## Karriere
Agius spielte von 1990 bis 2013 für den FC Valletta, der in den späten 1990er-Jahren einer der erfolgreichsten Fußballvereine Maltas war. Mit dem Hauptstadtverein gewann er insgesamt acht Mal die nationale Meisterschaft, achtmal den Pokal und fünfmal den Supercup. Seit 2001 war Valletta titellos, ehe 2008 eine erneute Meisterschaft errungen wurde. Agius war der Spielführer der Citizens.
Seit 1993 spielt Agius in der maltesischen Nationalmannschaft. Inzwischen wurde er in über 100 Länderspielen eingesetzt und schoss dabei acht Tore. Er gehört damit zu den Spielern mit den meisten Einsätzen in Maltas Nationalmannschaft. Am 7. Februar 2007 schoss er das Tor beim sensationellen 1:1-Unentschieden Maltas gegen Österreich. Agius war zudem Kapitän der Nationalmannschaft.

### Erfolge
- 8× Maltesischer Meister (1992, 1997, 1998, 1999, 2001, 2008, 2011, 2012)
- 8× Maltesischer Pokalsieger (1991, 1995, 1996, 1997, 1998, 1999, 2001, 2010)
- 5× Supercupsieger (1995, 1997, 1998, 1999, 2001)

(alle diese Titel mit dem Valletta FC)
- Maltas Fußballer des Jahres 1997, 2001, 2007